# Філіп Лефор
Філіп Лефор (фр. Philippe Lefort; 30 листопада 1956, Ліон) — французький дипломат, посол Франції в Грузії (2004—2007), посол Франції в Республіці Корея (з 2019 року).

## Біографія
Народився 30 листопада 1956 в Ліоні.
Закінчив Ecole Normale Supérieure у Сен-Клу й працював вчителем літератури. Потім вступив до Національної школи адміністрації, яку закінчив у 1987 році.
З 1987 року працює в дипломатичному корпусі Франції. У 1987—1991 роках обіймав посаду другого, а потім першого секретаря у посольстві в Росії. Згодом, з 1993 по 1997 рік, був першим секретарем у посольстві в Японії.
У 2004 році був призначений на посаду посла Франції в Грузії, обіймав цю посаду до 2007 року. З 2007 по 2010 рік знову був відряджений до посольства в Росії. З 2010 по 2011 рік був директором Департаменту Континентальної Європи МЗЄС Франції.
У 2011—2014 роках був призначений Спеціальним представником ЄС на Південному Кавказі та у справах кризи в Грузії.
З 2019 року — посол Франції в Республіці Корея.

## Нагороди
- орден князя Ярослава Мудрого III ступеня (Україна, 2010)[10]